# 加藤誠
水元 誠（みずもと まこと、1976年10月1日 - ）は、日本の元プロレスラー、俳優。リングネームは加藤 まこと（かとう まこと）。マスクマンとしては豪尻戦士カトレンジャー。俳優としての芸名は水元誠（みずもと まこと）。

## 来歴

### 格闘技
1993年7月21日、パンクラス旗揚げ戦の2か月前に行われた第1回入門テストを16歳で受験。応募者105名。書類審査をパスして二次審査に進んだ22名(3名は欠席)で受験は行われ、7名が合格。最年少合格者としてパンクラスへ入門。
合格者の中には渋谷修身に梅木良則(現レフェリー)、不合格者の中には近藤有己と宇野薫(和術慧舟會東京本部)が含まれていたことはあまりにも有名。
「パンクラス練習生」のままで行った1996年10月にデビュー戦でを行いCMA・KPW王座を獲得。その年の東京スポーツ プロレスチャンピオン一覧に掲載される。その後、練習生として4年3か月を過ごした後、パンクラスを退団し、CMA 誠GYMに移籍した（後に離脱し、東京に拠点を移した）。
1996年10月7日、対木村参味夫戦でデビュー。
1999年8月に開催された「第11回アマチュアシュートボクシング東海大会」では、首投げと左右のフックを武器にトーナメントを勝ち上がり、重量級で準優勝を果たした。また、同年12月26日の「、アマチュアパンクラス・オープントーナメント」大会の80kg級で準優勝を果たした。
2000年7月23日、古巣のパンクラスに練習生時代から6年10ヶ月を経てパンクラスデビューを果たす。
1999年8月年12月26日、アマチュアパンクラス・オープントーナメント大会の80kg級で準優勝した。
第12回アマチュアシュートボクシング東海大会｣重量級にて左右のフックを武器に優勝。昨年のリベンジを果たした。
｢K-1モンスターチャレンジ｣東京武道館大会では、バックハンドブロー、浴びせ蹴り、ドロップキック等トリッキーな動きで中量級３位に入賞。日本テレビ｢超K-1宣言!｣でも試合が放送された。 
2003年
｢第1回 RISE アマチュアKAMINARIMONトーナメント｣ワンマッチ部門に２試合出場。バックハンドブロー、浴びせ蹴りで２試合KO勝ち。大会のベストファイター賞に。
2005年 
初代タイガーマスク、佐山サトルが主催するリアルジャパンプロレスの格闘技部門 掣圏真陰流トーナメントに出場。初戦は掣圏会館所属の瓜田幸造。その後、同トーナメントにレギュラー出場。2006年、第6回 掣圏真陰流トーナメント -95kg級では、バックドロップからの腕ひしぎ逆十字で勝ち上がり準優勝。同トーナメントで入場曲『SOLDIERS OF HONOR～名誉ある戦士たち～』(オリジナル)を披露。作曲者はSTONE TONE featuring Y  加藤のレギュラー出演していた演劇集団純情維震軍に出演していた山根広之による音楽活動ユニット名。映画『ラストサムライ』に出演経験を持つ。加藤がラストサムライが好きな事からラストサムライをイメージした入場曲を作曲。現在は、2016年 加藤まことプロレス卒業に伴いバトスカフェの盟友、唯我の好意でバトスカフェのメインテーマに起用された。
その後、キックボクシング、総合格闘技とプロレスを平行して行った。バトスカフェではホストクラブ「スフィア」No.2ながらも典型的な悪徳ホスト、tetsuを演じた。また、俳優業も行い、舞台出演など幅広い活動を行った。
2009年10月24日、出身地である一関市の千厩維新館にて2回目の自主興行「奥玉プロレス」を開催。一身上の都合によりこの興行をもって選手活動を引退した。
2015年10月4日、プロレスラーとして復帰したいとの意向から、査定試合が「COMBO外伝VI」エキシビションマッチとして行われ、YANAGAWA（暗黒プロレス組織666所属）と対戦。バトスカフェエンターテインメントより練習生からの参加を認められる。
2015年12月9日、バトスカフェの興行「唯我デビュー15周年記念大会」にてプロレスラーとして再デビューした。
2016年10月2日、バトスカフェ 板橋グリーンホール大会 忍(暗黒プロレス組織666所属)戦でプロレス卒業。
･WKA世界ムエタイライト級王者                    小林聡(現:小林さとし)推薦選手

### 俳優
2009年の引退後、2010年10月1日からグループファーストエースに所属して俳優として活動を始める。
2012年、東京都葛飾区のご当地ヒーロー「仮面の守護者ゼロング」で培った格闘技経験を生かして秘密捜査官・水元誠役としてアクションを披露する。のちに芸名も水元誠に改める。

## 得意技
- キャプチュード
- 飛び付き逆十字
- 龍虎原爆固め
- レンジャーボム
- ムーンサルトプレス
- ライガースープレックス
- フィッシャーマンズスープレックス
- レンジャーヒップ

## タイトル歴
- CMA・KPW王座

## 出演

### テレビドラマ
- 『悪夢のドライブ』（2012年4月28日 - 6月30日、BS朝日） - ヤクザ 役
- 『戦国BASARA -MOONLIGHT PARTY』（2012年7月13日 - 9月21日、BS-TBS） - 武田軍兵士、忍者 役
- 『仮面ライダーゴースト』（2015年10月4日 - 2016年9月25日、テレビ朝日） - ハーピーフォーファン 役
- 『家族ノカタチ』（2016年1月 - 3月、TBS） - インストラクター 役
- 『ドロ刑 -警視庁捜査三課-』（2018年10月13日 - 12月15日、日本テレビ） - SP 役
- 逆転人生「下町工場が奇跡の再建！せんべい兄弟の大逆転劇」(2021年9月6日） - バイヤー 役
- 顔だけ先生（2021年） - 宮島正治 役
- 拾われた男（2022年） - 泉秘書 役
- 奪い愛、真夏（2025年7月18日 - 、テレビ朝日） - 鈴木純 役[1]

### 配信ドラマ
- 『あるある星人図鑑』（2012年、dビデオ powered by BeeTV） - 最近テレビ見てないな星人 役
- 『奪い愛、夏』（2019年8月8日 - 9月26日、AbemaTV） - 土筆SP 役

### 映画
- 『DIVIDE/ディバイド』（2006年5月13日、辻岡プロダクション、監督：辻岡正人、主演:大沢真一郎〈カメラを止めるな!〉） - 龍 部下 役
- 『ICHI』（2008年10月25日、監督：曽利文彦、主演:綾瀬はるか） - 万鬼党 役
- 『関ヶ原』（2017年8月26日、監督：原田眞人、主演:岡田准一） - 石田軍砲兵隊 役
- 『探偵は、今夜も憂鬱な夢を見る。』(2017年3月4日、監督：櫻井信太郎、主演:廣瀬智紀） - ホスト 役
- 『G.I.ジョー:漆黒のスネークアイズ』（2021年10月22日、監督：ロベルト・シュヴェンケ） - ヤクザ 役

### オリジナルビデオ
- 『極道の紋章 19章』（2012年） - 土井 役
- 『ルーザー』（2013年） - ヤクザ 役
- 『ルーザー2』 - ヤクザ 役
- 『チンピラ』 - 愚連隊 役
- 『新 年少バトルロワイアル』 - 囚人 役

### 舞台
- 『魔劇「今日からマ王！」～魔王誕生編～』(2013年４月25日～５月６日、銀座博品館劇場)-不良2、眞魔国兵士役
- 『キャプテンハーロック〜次元航海〜』(2016年6月8日～12日、新宿村LIVE)-ワル･ゴクワルド､台羽博士役
- 『キャプテンハーロック〜次元航海〜』 (2017年1月9日～1月13日、大阪市中央公会堂) -ワル･ゴクワルド､台羽博士役
- 『ゴールデンアックス』（2018年12月19日 - 24日、築地本願寺ブディストホール） - チキンレッグ 役
- 『アウターゾーン』(2020年5月2日～4日武蔵野スイングホール)

第78話マンハント 権堂役他(コロナの影響により延期)

### PV
- Kis-My-Ft2『3・6・5』（2016年） - サラリーマン 役
- YOANI1年C組『おじさん』（2017年） - サラリーマン 役

### スポーツ番組
- テレビ東京『スポーツウォッチャー』プロ野球ドラフト会議2016（2016年）

### CM
- AKRacingゲーミングチェア『私のゲーミングチェア』篇（2020年10月1日 - 、主演：本田翼） - カメラマン 役

### 書籍
- 船木誠勝のハイブリッド肉体改造法（1996年）
- 週刊少年サンデー『SKD"少年格闘団"』モデル